# Os Smurfs 2
The Smurfs 2 (bra/prt: Os Smurfs 2) é um filme estadunidense de animação 3D, dirigido por Raja Gosnell e produzido por Jordan Kerner. É uma continuação de The Smurfs. Foi lançamento em 31 de julho de 2013 nos Estados Unidos.

## Sinopse
Após fracassar em sua caça aos Smurfs em Nova York, Gargamel (Hank Azaria) partiu para Paris e lá se tornou um sucesso, sendo considerado o maior mágico ilusionista do mundo. Entretanto, por trás dos shows lotados que faz no teatro de ópera está um plano para capturar os pequenos seres azuis. Para tanto o bruxo cria dois seres parecidos com os Smurfs, Vexy (voz de Christina Ricci) e Hackus (voz de J.B. Smoove), os Danadinhos, que o ajudam em seus planos. Gargamel consegue criar um novo túnel para a aldeia dos Smurfs, para onde Vexy viaja e sequestra Smurfette (voz de Katy Perry) às vésperas de seu aniversário. A ideia é que ela revele o segredo da fórmula mágica que fez com que deixasse de ser uma danadinha para se tornar uma smurf, algo que apenas ela e o Papai Smurf têm conhecimento. Caberá ao Papai Smurf, Desastrado, Ranzinza e Vaidoso regressarem ao nosso mundo, reencontrarem seus amigos humanos Patrick (Neil Patrick Harris) e Grace Winslow (Jayma Mays) e salvarem Smurfette.
Além dos danadinhos, novos personagens são incluidos nessa continuação, como Victor (Brendan Gleeson), o divertido pai (na verdade, padrastro de Patrick). E o filho do casal, Azul (em homenagem aos Smurfs, que está agora com 4 anos) e o ajudarão na missão de resgate.

## Elenco
| Personagem                     | Original            | Dobragem         |
| ------------------------------ | ------------------- | ---------------- |
| Gargamel                       | Hank Azaria         | Carlos Paulo     |
| Patrick Winslow                | Neil Patrick Harris | Romeu Vala       |
| Victor                         | Brendan Gleeson     |                  |
| Grace Winslow                  | Jayma Mays          | Ana Catarina     |
| Azul                           | Jacob Tremblay      |                  |
| Smurfette/Smurfina (voz)       | Katy Perry          | Jessica Athayde  |
| Vexy (voz)                     | Cristina Ricci      |                  |
| Papai Smurf/Grande Smurf (voz) | Jonathan Winters    | Rui Mendes       |
| Hackus (voz)                   | J. B. Smoove        |                  |
| Ranzinza/Resmungão (voz)       | George Lopez        | Francisco Mendes |
| Desastrado/Trapalhão (voz)     | Anton Yelchin       | Tiago Aldeia     |
| Vaidoso (voz)                  | John Oliver         |                  |
| Gato Cruel (voz)               | Frank Welker        |                  |
| Narrador (voz)                 | Tom Kane            |                  |
| Gênio/Óculos (voz)             | Fred Armisen        | Jorge Mourato    |
| Habilidoso (voz)               | Jeff Foxworthy      |                  |
| Arrojado/Destemido (voz)       | Alan Cumming        |                  |
| Robusto (voz)                  | Gary Basaraba       | João Baião       |
| Fazendeiro/Agricultor (voz)    | Joel McCrary        | António Machado  |
| Fominha (voz)                  | Kenan Thompson      |                  |
| Joca (voz)                     | Paul Reubens        |                  |
| Padeiro (voz)                  | B.J. Novak          | Chakall          |

## Reboot
Em 10 de maio de 2012, duas semanas após a Columbia Pictures e a Sony Pictures Animation anunciarem a produção de Os Smurfs 2, a revista Variety publicou que os escritores Karey Kirkpatrick e Chris Poche estavam desenvolvendo um roteiro para Os Smurfs 3. Este filme estava com o lançamento previsto para o dia 24 de julho de 2015.